# Acanthopharyngoides tyrrhenicus
Acanthopharyngoides tyrrhenicus is een rondwormensoort uit de familie van de Desmodoridae. De wetenschappelijke naam van de soort is voor het eerst geldig gepubliceerd in 1954 door Wieser.